# Шмидтовский район
Шми́дтовский район — бывшие административно-территориальная единица (район) и муниципальное образование (муниципальный район) на севере Чукотского автономного округа России. Ныне территория входит в состав Иультинского района.
Административный центр — пгт Мыс Шмидта.
Населённые пункты — пгт Мыс Шмидта, Полярный, Ленинградский, сёла Рыркайпий, Биллингс и Ушаковское.

## Природно-географические характеристика
Уникальность района заключается в его расположении целиком за Полярным кругом и одновременно в обоих полушариях Земли.
Континентальная часть территории района с севера имеет выход к Северному Ледовитому океану, протяжённость береговой линии составляет около 425 км. В состав района также входят острова Врангеля и Геральда.
Вдоль арктического побережья располагаются приморские низменности, перемежающимися большим количеством термокарстовых озёр, морскими косами и обширными лагунами.
В центральной части господствуют ландшафты горных тундр и нешироких кустарниковых долин-распадков. В южной части преобладают горные массивы высотой до 1800 м, снежный покров на вершинах которых местами зачастую не сходит даже летом. Вся территория района расположена в зоне сплошного распространения вечной мерзлоты.
Крупнейшие реки — Паляваам, Куэквунь, Эквиатап, Кувет.

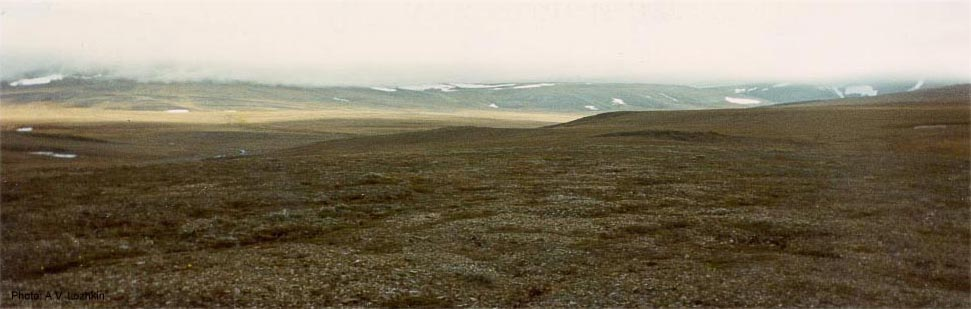
Типичный ландшафт, представленный на территории Шмидтовского района

### Полезные ископаемые
На территории района обнаружены многочисленные богатые месторождения россыпного (крупнейшие — Рывеемское, Пильхинкуульское, Кувет) и рудного (Совиное, Дор, Призрак) золота, ртути (Пламенное), имеются запасы угля (Дальнее и Долгожданное), олова, вольфрама, полудрагоценных камней. В окрестностях райцентра зарезервировано крупное месторождение пресных подземных вод (Вывыткарское), а также близ посёлка Ленинградский — артезианские воды.

## История
В соответствии с Указом Президиума Верховного Совета РСФСР от 27 декабря 1973 года «Об образовании Шмидтовского района в Чукотском национальном округе Магаданской области» северная часть территории Иультинского района отошла в состав вновь образованного Шмидтовского района.
В результате муниципальной реформы на территории Шмидтовского района было образовано муниципальное образование Шмидтовский муниципальный район.
30 мая 2008 года Законом Чукотского автономного округа № 40-ОЗ Иультинский муниципальный район был объединён со Шмидтовским муниципальным районом в Восточный муниципальный район (центр — посёлок Эгвекинот). Статус Шмидтовского административного района оставался неизменным.
18 ноября 2008 года 2008 года Законом Чукотского автономного округа № 146-ОЗ Восточный район был переименован в Иультинский.
Законом Чукотского автономного округа от 26 мая 2011 года № 44-ОЗ Шмидтовский район, как административно-территориальное образование, был упразднён и его территория вошла в состав административно-территориального образования Иультинский район.

## Демография
Период проведения социально-экономических реформ 1990-х гг. характеризовался массовым оттоком населения с территории района в центральные регионы страны, численность жителей Шмидтовского района сократилось в несколько раз.
| 12410 | 15726 | 2660 | 1469 |

## Экономика
Главное место в экономике района занимала горнодобывающая промышленность, которую представляло крупнейшее золотодобывающее предприятие СССР — Полярнинский горно-обогатительный комбинат, отрабатывающий уникальное по запасам россыпное Пильхинкууль-Рывеемское месторождение золота.
В 1970-х годах было освоено и выработано ртутное месторождение Пламенное. Одноимённый посёлок горняков был законсервирован.

## Транспорт

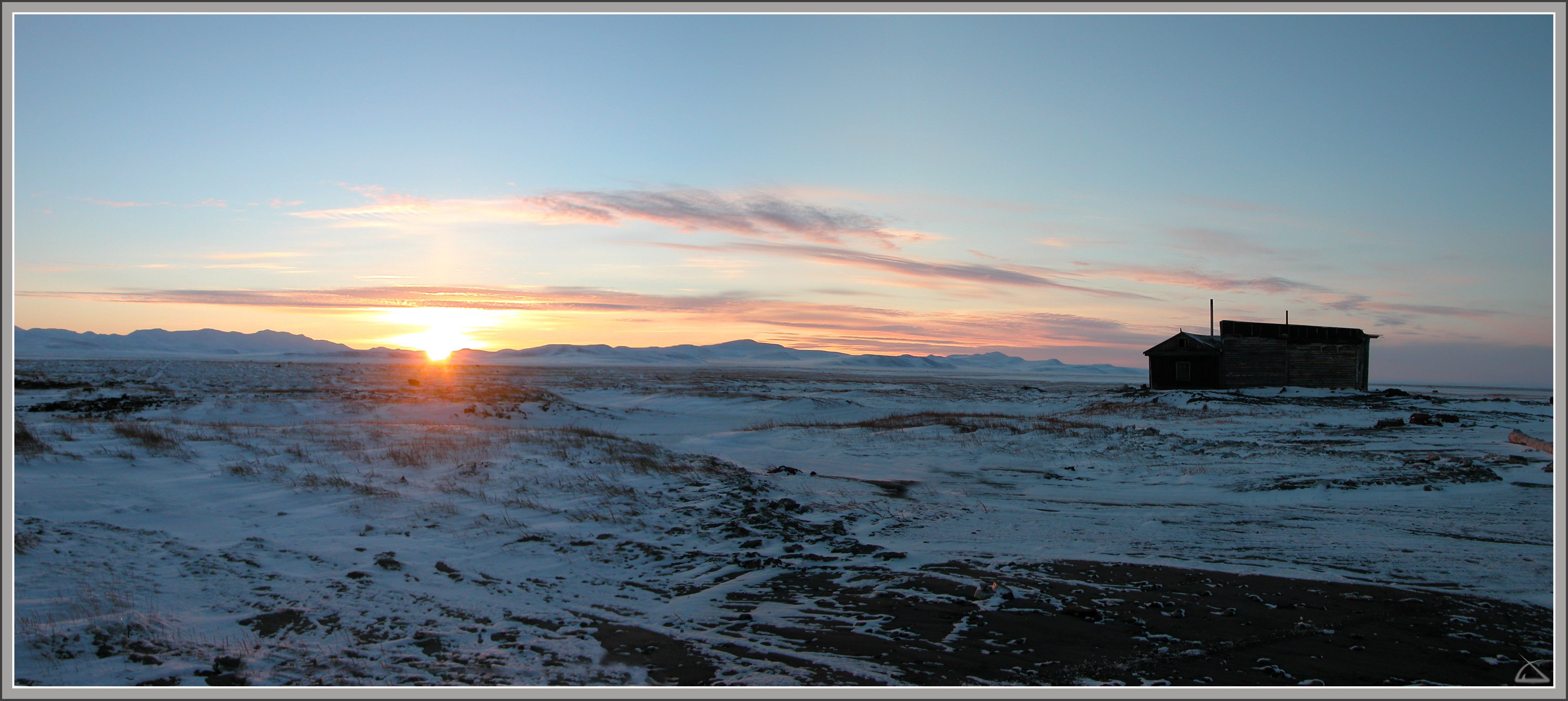
Зимник Шмидт—Полярный, дорожный пост 23 км

Транспортная инфраструктура района развита очень слабо, дороги с твёрдым покрытием соединяют посёлки Мыс Шмидта и Рыркайпий, а также Полярный с Ленинградским, по ним же осуществлялось регулярное автобусное сообщение, остальные дороги являются сезонными автозимниками, самым значимым из которых являлось ответвление к трассе Иультин—Эгвекинот.
Завоз топлива, продовольствия и материально-технических средств из других регионов страны осуществляется в период летней навигации через морской порт Мыса Шмидта.
Пассажирские перевозки в направлении окружного центра, городами Певек и Магадан осуществлялись на регулярной основе исключительно авиатранспортом. В разное время и недолго существовал прямой авиарейс из райцентра в Москву.
Железные дороги и речные пути на территории района отсутствуют.

## СМИ
Издавалась районная еженедельная газета «Огни Арктики», учредители — редакция газеты и районный узел связи.

## Природное наследие
- Государственный природный заповедник «Остров Врангеля», который включает в свой состав острова Врангеля и Геральда. С 2004 года заповедник входит в список всемирного наследия ЮНЕСКО.
- Ботанический памятник природы Паляваамский — здесь произрастает самая богатая флора континентальной Чукотки, включающая редкие реликтовые виды растений.
- Ботанический памятник природы Телекайская роща, представляет собой крайний лесной массив на северо-востоке Азии, состоящий из зарослей чозений.
- Пpиродно-исторический памятник Пегтымельский, включающий отвесные скалы с наскальными рисунками возрастом около 2000 лет[11].